# Masacre de la carretera Málaga-Almería
La masacre de la carretera Málaga-Almería, conocida también como La Desbandada (La Desbandá en dialecto andaluz), fue un ataque a civiles y milicianos realizado entre el 6 y el 8 de febrero de 1937 por parte del bando sublevado en la provincia de Málaga y de Granada, en Andalucía, España. 
Tras la victoria del bando sublevado en la batalla de Málaga, éste realizó el ataque desde mar y aire a las milicias anarcosindicalistas y a la columna de civiles que huían de Málaga en retirada a la provincia de Almería, siguiendo la carretera Málaga-Almería. La evacuación de civiles en una caravana de entre 100 000 y 150 000 personas resultó en entre 3000 y 5000 civiles muertos. Este hecho constituyó el episodio más cruento de la guerra civil en Málaga y uno de los peores de todo el conflicto.
La masacre tuvo gran repercusión internacional por los testimonios del médico canadiense Norman Bethune, que la describió como «doscientos kilómetros de miseria», o el reportaje fotográfico de Robert Capa.
En la actualidad, a la carretera Málaga-Almería se denomina N-340A y su antiguo trazado discurre por el centro de las localidades de la costa de la Axarquía de Málaga y de Granada.

## Antecedentes

Frente de la guerra civil española en noviembre de 1936

Durante la II República, Málaga se había caracterizado por la fuerza del movimiento obrero, en especial de la CNT y del Partido Comunista de España, que en las elecciones de febrero de 1936 había conseguido el primer diputado de su historia por esta provincia: Cayetano Bolívar lo que llevó a que durante esta época Málaga fuera denominada Málaga la Roja. Durante estos años se produjeron varios hechos violentos debidos a la polarización social, entre los que destaca la quema de conventos y la constante violencia política.
Tras el levantamiento militar del 18 de julio de 1936 contra la República, la ciudad de Málaga y gran parte de su provincia quedaron bajo control republicano debido a la acción de las milicias obreras que consiguieron sofocar el golpe. Durante los primeros meses de guerra, Málaga estuvo prácticamente aislada del resto del territorio de la República ya que la única vía terrestre que la enlazaba y que no estaba en poder de los sublevados era la carretera de Almería, la cual era vulnerable al bombardeo marítimo y dificultaba el envío de soldados y provisiones a la provincia. De hecho esta carretera se encontraba cortada a principios de 1937 por unas inundaciones acaecidas en Motril. Por ello las autoridades de Málaga actuaron en muchas ocasiones al margen de las decisiones del gobierno republicano.

## La Batalla de Málaga

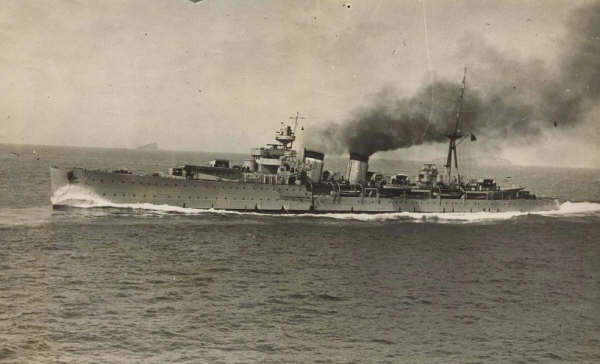
El crucero Almirante Cervera, uno de los tres buques que cañonearon desde la costa a las columnas de milicianos y civiles que abandonaban la ciudad de Málaga, ocasionando cientos de muertos.

El 13 de enero de 1937 la aviación sublevada bombardea el puerto y la ciudad de Málaga. Según la prensa franquista, el bombardeo en combinación con fuego de artillería desde una unidad de la Armada ocasionó 300 muertos y 1000 heridos. Se produjeron además varios incendios en el puerto y la ciudad. El día 14 informaba la prensa franquista del traslado de las tropas republicanas al frente de Estepona, por donde atacaban los sublevados. En efecto, el parte oficial franquista informaba con fecha 14 de enero de la entrada de las tropas sublevadas en Estepona, con numerosas bajas enemigas. El día 15 de enero fue ocupada por las tropas sublevadas San Pedro Alcántara, próxima a la localidad de Marbella, que cayó dos días más tarde, el domingo 17 de enero.
El 17 de enero de 1937 el general Queipo de Llano se cobró las primeras plazas importantes de esta ofensiva sobre la provincia de Málaga, ocupando Marbella por el oeste y, desde Granada, tomaron Alhama y los territorios cercanos. En estos dos ataques simultáneos apenas hubo resistencia por parte de los republicanos y provocaron un primer éxodo de civiles hacia la capital malagueña. Al parecer, las autoridades republicanas no habían valorado lo suficiente estos movimientos y no fueron enviados suficientes refuerzos. Sin embargo, Queipo de Llano confirmó en su alocución del día 20 de enero el bombardeo republicano de Marbella y Algeciras, muestra del contraataque republicano.
En el norte de la provincia, los camisas negras italianos reunieron a nueve batallones, es decir, unos 10 000 hombres. Por su parte, la República contaba en Málaga con 12 000 milicianos organizados por los partidos políticos y sindicatos, pero tan solo 8000 fusiles y pocas municiones y artillería.
El 3 de febrero comenzó el ataque definitivo contra Málaga desde Ronda, encontrando los franquistas una fuerte resistencia. En Málaga cundió el pánico entre los defensores y los civiles por el miedo a quedar aislados. El 6 de febrero los italianos tomaron las cumbres de Ventas de Zafarraya, desde donde dominaban cualquier posible retirada por la carretera de Almería. Ese mismo día se ordenaba la retirada con toda la población civil de Málaga y, al día siguiente, las tropas italianas entraban en los suburbios. El día 8 toda la capital estaba en poder del Ejército sublevado.

## Evacuación y retirada hacia la provincia de Almería

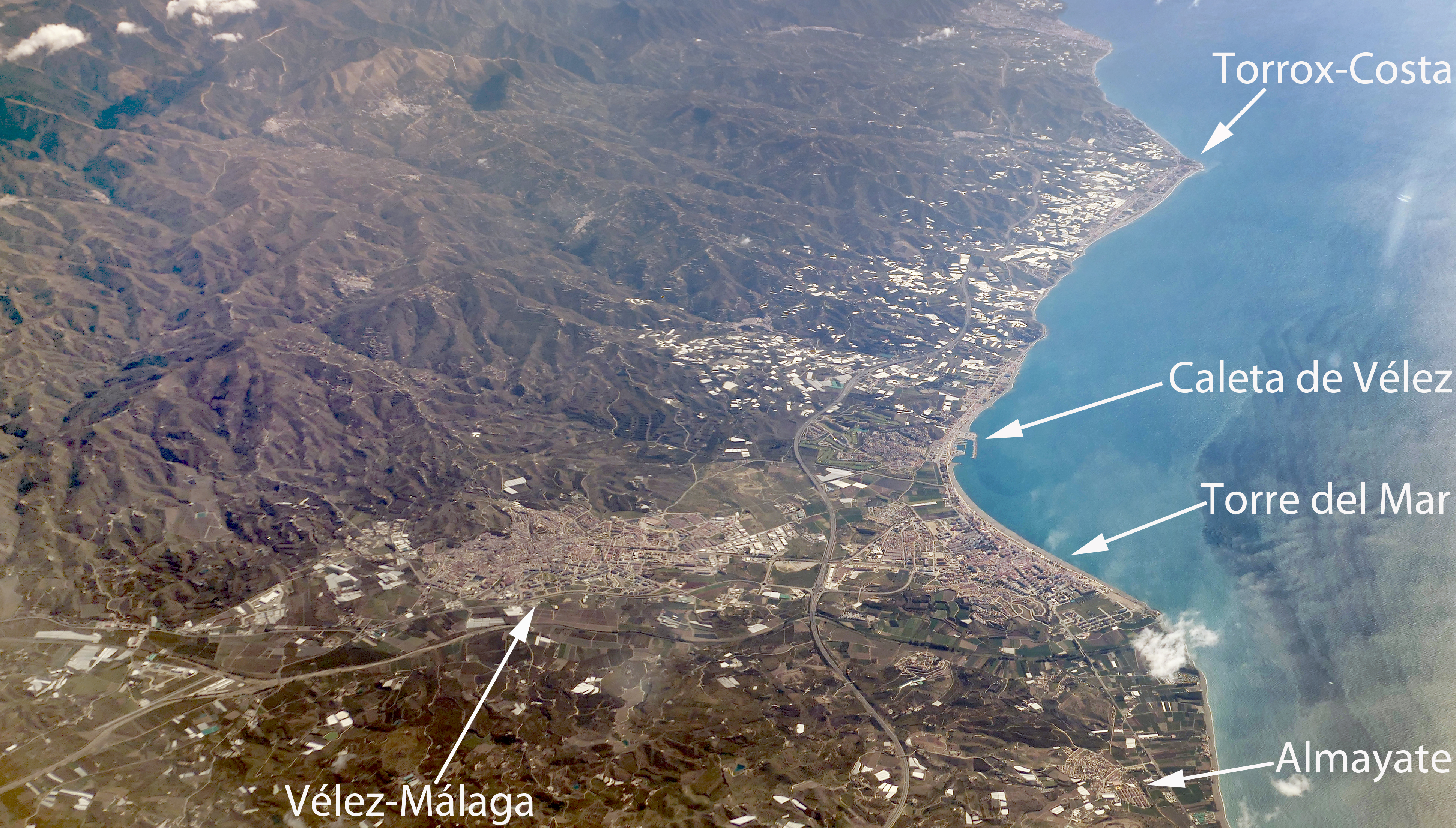
Vista aérea del tramo Vélez-Málaga-Torrox.

Teniendo presente el abandono de Málaga por parte del gobierno de Largo Caballero, dentro de los planes para organizar la retirada se decidió la evacuación de toda la población civil. En Málaga se hizo cundir el pánico por miedo a la represión, haciendo referencia a la masacre de Badajoz. Muchos civiles entre los que se mezclaban los milicianos armados emprendieron la huida por la carretera de Almería. Esta permanecía en el territorio controlado por la República, si bien estaba a merced de los bombardeos desde tierra, mar y aire.
Se calcula que fueron decenas de miles los que intentaron huir, aunque el camino era extremadamente difícil tanto por los bombardeos como por el hecho de que la carretera se encontraba en pésimas condiciones a la altura de Motril.
Participaron en el bombardeo, además de la fuerza aérea franquista, los buques Canarias (al mando de Francisco Bastarreche), Baleares y Almirante Cervera (al mando del Capitán de Fragata Salvador Moreno Fernández) , así como los tanques y la artillería rebeldes. La escuadrilla aérea España, fiel a la República, trató de defender a los huidos con poco éxito. La mayoría de pueblos en el camino hacia Almería no ayudaron a los fugitivos ante el miedo a las represalias posteriores por parte de los sublevados, que continuaban avanzando.
Sin embargo este mismo miedo hizo también abandonar sus casas a muchos de los vecinos de estos pueblos situados en la costa malagueña; tal es el caso de Lagos, en el término municipal de Vélez-Málaga, un conjunto de casas frente al mar donde algunos supervivientes ubicaron los primeros bombardeos de barcos y aviación contra la población inocente que huía por la carretera. Asimismo, el 8 de febrero también tuvo lugar un desembarco en Torre del Mar con la intención de cortar la retirada de los huidos.
Uno de los principales testigos de la masacre fue el doctor canadiense Norman Bethune, quien llegó a la provincia de Almería con su unidad de transfusión de sangre y durante tres días él y sus ayudantes Hazen Sise y T. C. Worsley socorrieron a los heridos y ayudaron en el traslado de refugiados hacia la capital almeriense. Esta traumática experiencia le llevaría a escribir el relato El crimen de la carretera Málaga-Almería: «Lo que quiero contaros es lo que yo mismo vi en esta marcha forzada, la más grande, la más horrible evacuación de una ciudad que hayan visto nuestros tiempos...».

Por entonces habíamos pasado al lado de tantas mujeres y niños afligidos que pensamos que lo mejor era volver y comenzar a poner a salvo los peores casos. Era difícil elegir cuáles llevarse, nuestro coche era asediado por una multitud de madres frenéticas y padres que con los brazos extendidos sujetaban hacia nosotros sus hijos, tenía los ojos y la cara hinchada y congestionada tras cuatro días bajo el sol y el polvo. "Llévense a éste", "miren a este niño", "este está herido". Los niños, envueltos de brazos y piernas con harapos ensangrentados, sin zapatos, con los pies hinchados aumentados dos veces su tamaño, lloraban desconsoladamente de dolor, hambre y agotamiento. Doscientos kilómetros de miseria. Imagínense cuatro días y cuatro noches escondiéndose de día entre las colonias, ya que los bárbaros fascistas los perseguían con aviones; caminaban de noche agrupados en un sólido torrente hombres, mujeres, niños, mulos, burros, cabras, gritando los nombres de sus familiares desaparecidos, perdidos entre la multitud.

Por su parte Worsley dejó escrito su testimonio desgarrador en el libro Behind the Battle (1939):

La carretera seguía llena de refugiados, y cuanto más avanzábamos peor era su situación. Algunos tenían zapatos de goma, pero la mayoría llevaba los pies vendados con harapos, muchos iban descalzos y casi todos sangraban. Componían una fila de 150 kilómetros de gente desesperada, hambrienta, extenuada, como un río que no daba muestras de disminuir... Decidimos subir a los niños al camión, y al instante nos convertimos en el centro de atención de una muchedumbre enloquecida que gritaba, rogaba y suplicaba ante tan milagrosa aparición. La escena era sobrecogedora: las mujeres vociferaban mientras sostenían en alto a los bebés desnudos, suplicando, gritando y sollozando de gratitud o decepción.

Otro de los testigos presenciales de la masacre fue el periodista Lawrence Fernsworth corresponsal de The Times de Londres.
El responsable del faro de Torre del Mar, Anselmo Vilar, observando que los atacantes usaban su luz como referencia para los bombardeos nocturnos, decidió apagar su faro. Se mantuvo así durante dos noches para facilitar la huida de los refugiados. Cuando la zona fue tomada por los sublevados, fue detenido y fusilado por esta acción.
El frente quedó fijado en Albuñol hasta el final de la guerra civil. A la llegada a Adra se produjeron disturbios ya que la población pasó de 5000 a 25 000 habitantes. Los milicianos abatieron a quienes intentaban adueñarse de los vehículos del Socorro Rojo y el 9 de febrero se produjo el saqueo de domicilios y negocios. El 11 de febrero la Escuadrilla España sale desde Tabernas para la defensa de la retirada en la Costa Granadina. A través del puerto de Adra se produjo la evacuación a Alicante, Valencia y Barcelona.

## Consecuencias

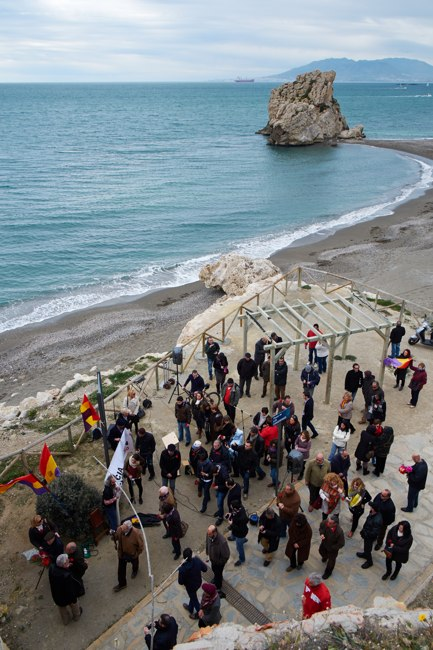
Homenaje a las víctimas de la carretera de Almería celebrado en Málaga, playa del Peñón del Cuervo, 15 de febrero de 2015.

Los cálculos sobre la cantidad de huidos de Málaga son confusos y difíciles. Se calcula que fueron entre 15 000 y 150 000. La acción del ejército franquista sobre los huidos por la carretera de Almería provocó entre 3000 y 5000 muertos, la mayoría civiles. Norman Bethune, del partido comunista canadiense, calculó que los desplazados serían unos 40 000 y que los muertos estarían en torno a los 3000.
Igualmente, la represión sobre aquellos que habían permanecido en la ciudad fue la más brutal desde la masacre de Badajoz, en agosto de 1936. El historiador Hugh Thomas calcula en unos 8000 el número de fusilados y enterrados en fosas comunes como las del cementerio de San Rafael, de los que ya se ha obtenido el nombre de 6100.
Miguel Ángel Melero, profesor de la Universidad de Málaga, reconoce que sobre aquella huida aún cuesta poner números. Entre 200 000 y 250 000 desplazados –aunque hay quien eleva la cifra hasta los 300 000– y entre 4000 y 6000 muertos, tal y como recoge Melero, explica: 

«La huida, el éxodo... el genocidio de la carretera de Málaga a Almería representa en nuestra provincia el episodio más trágico de la guerra civil, a la vez que uno de los más señeros y vergonzantes ocurridos en España durante el conflicto bélico de 1936-1939».

## Otras versiones
El historiador Antonio Nadal, una de las fuentes utilizadas para determinar el número de fallecidos, posteriormente rectificó su interpretación de 1979, cuestionando el relato prevaleciente y criticando el uso político y propagandístico del suceso.

## Conmemoraciones
En febrero de 2005 se inauguró un monumento conmemorativo en Torre del Mar en recuerdo de las víctimas de la masacre, con la asistencia de algunos de los supervivientes del éxodo. Desde entonces, cada 7 de febrero se realiza allí una ofrenda floral que, desde 2007, coincide también con la llegada de una Marcha-Homenaje a las Víctimas de la Crta. Málaga-Almería.
Durante los últimos años se han realizado varios actos de recuerdo a las víctimas y supervivientes, así como una exposición fotográfica itinerante con el título El Crimen de la carretera Málaga-Almería, basada en el relato de Bethune.

«Lo mismo que pasó en la carretera de Málaga-Almería lo he visto luego, y lo sigo viendo, muchas veces en el cine y en la televisión. Creo que lo que hicieron en Málaga fue como un ensayo de lo que posteriormente sucedió en otras guerras. Pero la primera vez que se atacó y bombardeó así a la población civil fue a nosotros, en aquella carretera: ocuparon Málaga y prepararon una trampa criminal a la salida».
Rosendo Fuentes Ayllón. Superviviente.

 En 2012, la Junta de Andalucía declaró el enclave como lugar de memoria histórica. En 2022, coincidiendo con el 85 aniversario de la masacre, se impulsó una iniciativa en el Congreso de España para la creación de un inventario de lugares de especial relevancia histórica como la actual carretera N-340 de Málaga a Almería.

## Alusiones en la literatura
Al margen de los ensayos de tema histórico, los sucesos de la carretera de Málaga a Almería han sido plasmados en los tres principales géneros literarios (narrativa, teatro y poesía).
El escritor francés André Malraux describió este episodio de la guerra civil española en un pasaje de su novela La esperanza (L’espoir, 1937).
Ese mismo año, el dramaturgo alemán Bertolt Brecht escribió y estrenó su obra Los fusiles de la señora Carrar (Die Gewehre der Frau Carrar, 1937), que recrea los días posteriores a la caída de Málaga y realiza alusiones a la masacre.
En la literatura española, la novela Las últimas banderas de Ángel María de Lera, Premio Planeta 1967, recrea los acontecimientos en una quincena de páginas. Las novelas La Desbandá (Roca Editorial, 2005) de Luis Melero y El Paseo de los Canadienses de Amelia Noguera (Berenice, 2020) abordan este acontecimiento, al igual que el extenso poema “La carretera invisible” de Raúl Quinto, incluido en su libro La lengua rota (La Bella Varsovia, 2019).
En 2024 María Jesús Orbegozo publicó la novela El éxodo de Málaga a Almería, con prólogo de  Nieves Concostrina e ilustraciones de María Rosa Aránega.